# Charles Auguste de Bériot
Charles Auguste de Bériot (ur. 20 lutego 1802 w Leuven, zm. 8 kwietnia 1870 w Brukseli) – belgijski skrzypek, kompozytor i pedagog.

## Życiorys
Był samoukiem, już jako koncertujący skrzypek odbył jedynie krótkie studia u Pierre’a Baillota w Konserwatorium Paryskim. W 1826 roku występował w Anglii, następnie do 1830 roku był pierwszym skrzypkiem w nadwornej kapeli króla Niderlandów Wilhelma I. Występował wspólnie ze śpiewaczką Marią Malibran, którą później poślubił. Po jej tragicznej śmierci w 1836 roku na pewien czas zaprzestał publicznych występów. W 1838 roku ponownie koncertował w Paryżu, a w 1840 roku wystąpił w Rosji. Na scenie partnerowała mu wówczas szwagierka, śpiewaczka Pauline García. W 1842 roku odrzucił proponowane mu stanowisko profesora gry na skrzypcach w Konserwatorium Paryskim, rok później został wykładowcą konserwatorium w Brukseli. Ze względu na postępujące pogorszenie wzroku i paraliż w lewej ręce, w 1852 roku przeszedł na emeryturę.
Był twórcą i czołowym przedstawicielem francusko-belgijskiej szkoły skrzypcowej, do grona jego uczniów należał Henri Vieuxtemps. Wydał podręcznik Méthode de violon (Paryż 1858). Skomponował m.in. 10 koncertów skrzypcowych, 3 tria fortepianowe, dua, sonaty i wariacje skrzypcowe, 5 zbiorów etiud na skrzypce.
Jego synem był pianista Charles-Wilfrid de Bériot (1833–1914).